# Parque Presidente Sarmiento (San Juan)

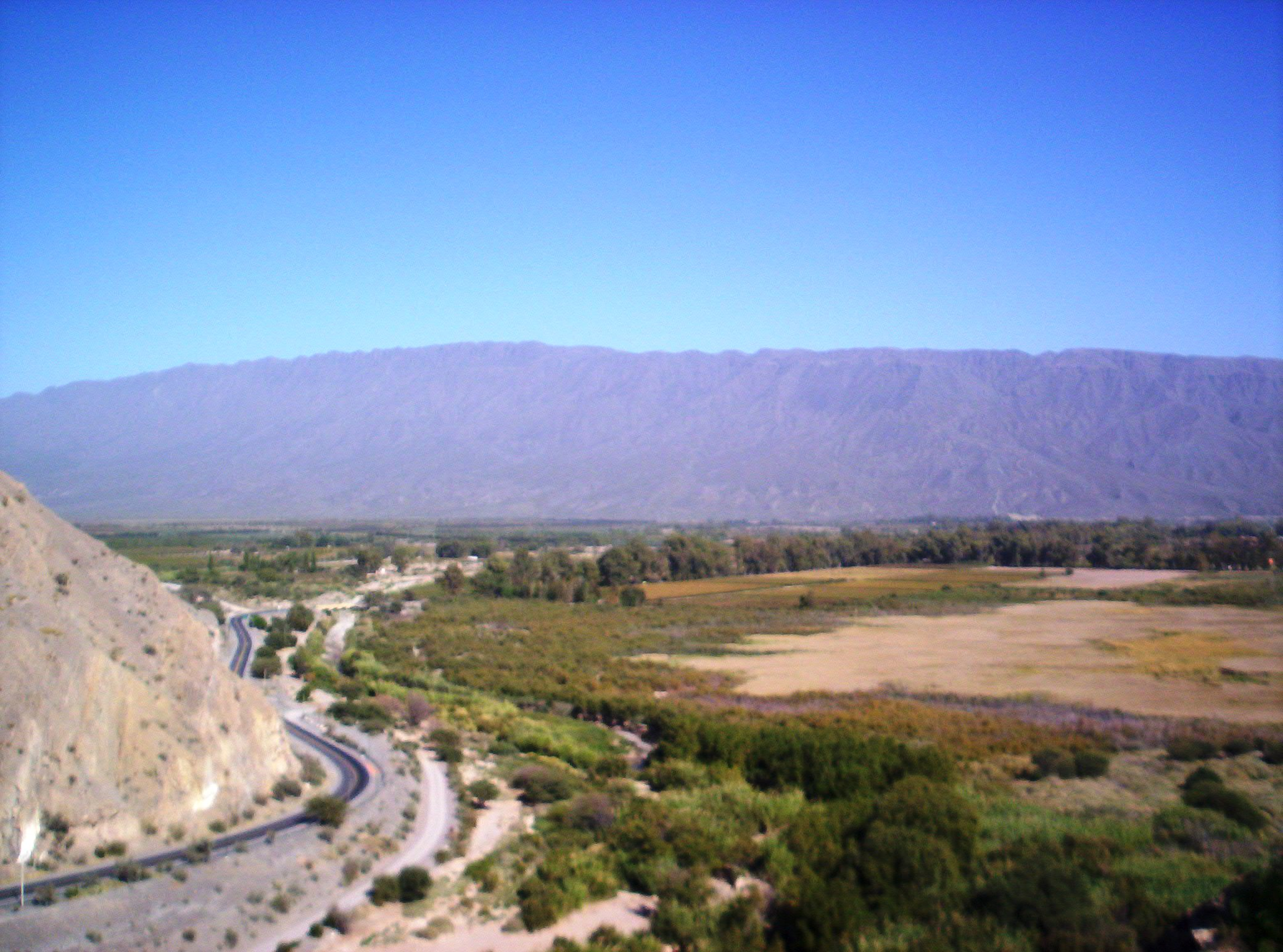
Valle de Zonda y Parque Presidente Sarmiento.

El Parque Presidente Sarmiento es un área natural protegida situada en el departamento Zonda en la provincia de San Juan, Argentina.

La protección fue establecida mediante la ley provincial n.º 4768 del año 1980, con el objetivo de preservar el ecosistema y poner a disposición de los visitantes un espacio para la observación de flora y fauna y de recreación.

## Características generales
El área protegida abarca una superficie de 748 ha., en el departamento Zonda, en cercanías de la ciudad de San Juan.
La ley provincial n.º 4768 del año 1980 que estableció la protección del área, destina la zona al desarrollo de actividades recreativas y de observación de flora y fauna. En el año 2005 fue sancionada la ley provincial n.º 7586 a partir de la cual el parque Presidente Sarmiento adquirió estatus de Área Natural Protegida y Reserva de Usos Múltiples.
Dentro del área se encuentra el Estero del Zonda, un sistema de lagunas que se considera el segundo en importancia de la provincia de San Juan y que se origina a partir de aguas subterráneas alimentadas por el río San Juan y la represa Ullum.
El humedal presenta sectores que siempre permanecen sumergidos y otros que pueden o no estar descubiertos en función de las fluctuaciones de las aguas y las napas freáticas que los alimentan. Esta situación permite el desarrollo de distintos ambientes: monte, humedal y las zonas de transición entre ambos.

## Flora

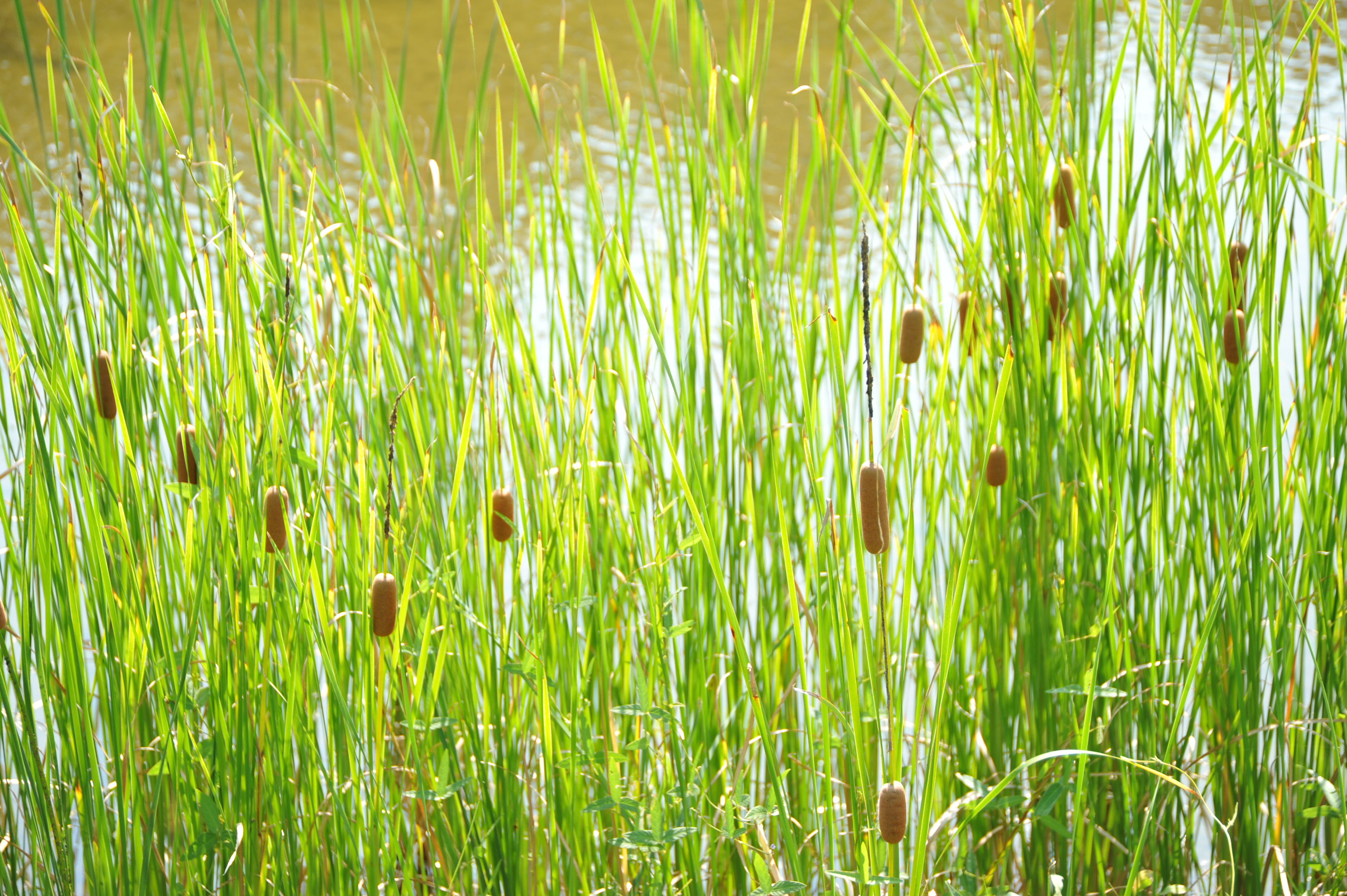
Grupo de totoras (Typha), especie característica de la región.

La cubierta vegetal propia de los ambientes presentes en el parque incluye el pájaro bobo (Tessaria absinthioides), varias especies de jarillas (Larrea) y acacias, retamos (Dipyrena juncea), algarrobos (Prosopis) y chañares (Geoffroea decorticans).
La especie vegetal característica de la región es la totora (Typha), típica de ambiente de humedal. Esta especie resultó especialmente significativa para los pobladores del lugar, ya que permitió el desarrollo en pequeña escala de algunas actividades productivas vinculadas a su utilización. Durante décadas, por ejemplo, se utilizaron las hojas de las totoras para atar y guiar las vides, en los viñedos de San Juan, en reemplazo de tientos o cintas. Actualmente algunos artesanos de la zona las utilizan como materia prima de sus productos.

## Fauna
La zona se destaca por su riqueza ornitológica. Se ha registrado la presencia de ejemplares de garza blanca (Ardea alba), jote cabeza colorada (Cathartes aura), pato maicero (Anas georgica), chimango (Milvago chimango), gallareta chica (Fulica leucoptera), tero real (Himantopus mexicanus), tero común (Vanellus chilensis) y carpintero real (Colaptes melanochloros).

Los pequeños pájaros cantores están ampliamente representados por cortarramas (Phytotoma rutila), picos de plata (Hymenops perspicillatus), doraditos limón (Pseudocolopteryx citreola), varilleros ala amarilla (Agelasticus thilius) y verdones (Embernagra platensis), entre otros.

## Referencia histórica
En el año 1840, en camino hacia Chile dónde viviría durante su segundo exilio, Domingo Faustino Sarmiento escribió sobre una roca del lugar la recordada frase On ne tue point les idées (Las ideas no se matan).